# Angelo Bagnasco
Angelo Bagnasco (sinh 1943) là một Hồng y người Italia của Giáo hội Công giáo Rôma. Ông hiện đảm nhận cương vị Hồng y đẳng Linh mục Nhà thờ Gran Marde di Dio và Chủ tịch Liên Hội đồng Giám mục Châu Âu. Ông từng đảm nhận cương vị Tổng giám mục Tổng giáo phận Genova 

## Tiểu sử
Hồng y Bagnasco sinh ngày 14 tháng 1 năm 1943 tại Pontevico, Italia. Sau quá trình tu học, ngày 29 tháng 6 năm 1966, ông được thụ phong chức linh mục bởi Hồng y Giuseppe Siri, Tổng giám mục Tổng giáo phận Genova. Tân linh mục cũng là thành viên linh mục đoàn tổng giáo phận này.
Ngày 3 tháng 1 năm 1998, Tòa Thánh công bố quyết định bổ nhiệm linh mục Angelo Baganasco làm Giám mục chính tòa Giáo phận Pesaro. Lễ Tấn phong cho vị Tân chức được cử hành sau đó vào ngày 7 tháng 2. Chủ phong là ĐHY Dionigi Tettamanzi, Tổng giám mục Tổng giáo phận Genova. Hai phụ phong là Gaetano Michetti, Nguyên Giám mục chính tòa Giáo phận Pesaro và Giacomo Barabino, Giám mục chính tòa Giáo phận Ventimiglia-San Remo. Tân giám mục chọn khẩu hiệu:Christus spes mea(Hy vọng của tôi).
Ngày 11 tháng 3 năm 2000, Giáo phận Pesaro được nâng thành Tổng giáo phận, Giám mục Baganasco cũng được tái bổ nhiệm quản lí giáo phận này, với chức danh Tổng giám mục chính tòa. Ngày 20 tháng 6 năm 2003, ông được thuyên chuyển làm Tổng giám mục Phụ trách trong Quân đội Italia. Ngày 29 tháng 8 năm 2006, Tòa Thánh lại thuyên chuyển Tổng giám mục Baganasco làm Tổng giám mục chính tòa ở Tổng giáo phận Genova, quê hương ông. Ông nhận chức vị này ngày 24 tháng 9 sau đó. Thăng tiến trong hoạt động tôn giáo, ngày 7 tháng 3 năm 2007, ông được chọn làm Chủ tịch Hội đồng Giám mục Italia và giữ chức vụ này đến ngày 24 tháng 5 năm 2017. Ở hoạt động tầm cỡ châu lục, ông đảm trách vị trí Phó Chủ tịch Liên Hội đồng Giám mục Châu Âu từ ngày 2 tháng 10 năm 2011 trước khi được chọn làm Chủ tịch Liên hội đồng này ngày 8 tháng 10 năm 2016.
Trong Công nghị Hồng y 2007 cử hành ngày 24 tháng 11, Giáo hoàng Biển Đức XVI vinh thăng Tổng giám mục Baganasco tước vị Hồng y đẳng Linh mục Nhà thờ Gran Madre di Dio. Ông đã đến nhận nhà thờ hiệu tòa của mình vào ngày 26 tháng 11 sau đó.
Ngày 7 tháng 5 năm 2020, Tòa Thánh chấp thuận đơn từ nhiệm của ông.